# Standard Dimension Ratio
Le Standard Dimension Ratio, communément abrégé SDR est le rapport entre le diamètre extérieur d'un tube (hydraulique) et l'épaisseur de sa paroi.
{\displaystyle SDR=D/e}
- D : diamètre extérieur du tube
- e : épaisseur de la paroi du tube

« SDR 11 » signifie que le diamètre du tube est 11 fois supérieur à l'épaisseur de sa paroi.
Un grand SDR indique une paroi fine pour un tube donné, donc moins robuste en pression. Un faible SDR indique une paroi épaisse, donc plus robuste en pression.
La valeur du SDR d'un tube correspond à une pression nominale supportée, quel que soit le diamètre du tube.